# غاري فيرغسون
غاري فيرغسون (بالإنجليزية: Gary Ferguson)‏ هو باحث في الرومانسية أمريكي، ولد في 19 مارس 1963.